# Бонапарт
Бонапарт (на френски: Bonaparte) е корсиканска аристократична фамилия, потомци на флорентинския граф Вилхелм. Фамилията е клон на лонгобардското семейство на Каролингите от 11 век, които излъчват редица участници в кръстоносните походи. Представители на династията са императори на Франция (1804 – 1814; 1815; 1852 – 1870), крале на Холандия (1806 – 1810), Неапол (1806 – 1808), Вестфалия (1807 – 1813) и Испания (1808 – 1813) и велики херцози на Парма (1808 – 1814).

## Етимология и история
Етимологията на фамилията идва от „byona parte“, което ще рече на български „добри дела“. През 13 век фамилията се установява в Сардзана.
Бонапартите служат на република Генуа и някои техни потомци се заселват в Аячо. Повечето членове на фамилията се сдобиват през 17 век с благороднически титли и са ангажирани в магистратурата или упражняват юридически професии.
След като Корсика става владение на кралство Франция през 1768 г. повечето Бонапарти вземат участие във въоръжената съпротива срещу французите, водена от Паскал Паоли. През 70-те години на 18 век са интегрирани във френската администрация и бюрокрация на острова.

## Историческа справка

### Наполеон I
Един от най-видните представители на фамилията Бонапарт, Карло-Мария Бонапарт (1746 – 1768) е юрист и държавен служител в родната си Корсика, преминала под френска власт през 1768 г. Женен е за Мария-Летиция Рамолино (1750 – 1836), представителка на старата местна аристокрация. От брака им се раждат тринадесет деца, пет от които умират рано. Най-известен представител на рода е техният втори син Наполеон I (1769 – 1821), станал по-късно император на Франция. Завършва Военното училище в Париж с чин лейтенант от артилерията (1785). По време на Великата френска революция изиграва важна роля при прогонването на англичаните от Северозападна Франция (1793). При управлението на Директорията е назначен за главнокомандващ похода на френските войски в Северна Италия (1796). По това време сключва граждански брак с Жозефин, вдовица на виконт Александър дьо Боарне. Победите му в Италия срещу австрийците довеждат до изгодния за Франция мир от Кампо Формио (1797). За да нанесе удар върху английското влияние в Средиземноморието, организира прочутия си поход в Египет (1798 – 1799). Завърнал се във Франция, Наполеон застава начело на държавната власт, отстранявайки правителството на Директорията чрез преврата от 18 брюмер (9.11.1799). Обявен е за първи консул, а през 1802 г. – за пожизнен държавен глава. Първите години на управлението му са свързани с победата над Втората антифренска коалиция и с подобряване на вътрешното положение на страната чрез провеждане на реформи в администрацията, правото и финансите. През 1801 г. сключва Конкордат, подчинил католическата църква във Франция на държавата.
На 2 декември 1804 г. в присъствието на папата е коронован за император, заедно със съпругата си Жозефин, след като бракът им е осветен от църквата. От този момент нататък той постоянно се сблъсква с враждебното отношение на европейските Велики сили, обезпокоени от нарастването на френското могъщество. Победил Третата и Четвъртата коалиция (1805 – 1807), той се опитва да разруши британската икономика чрез налагането на Континенталната блокада. През 1809 г. разгромил за пореден път Австрия, Наполеон I доминира над по-голямата част от Европа. Развежда се с Жозефин, от която няма деца и се жени повторно (1810) за Мария, дъщеря на австрийския император Франц II фон Хабсбург. Тя ражда престолонаследник, т.нар. Римски крал (1811 – 1832), приет по-късно от бонапартистите за император под името Наполеон II. През 1814 г. принцът е отведен в Австрия и до края на живота си остава в двора на своя дядо, император Франц II фон Хабсбург, под името херцог фон Райхщат. През 1812 г. Наполеон I организира поход срещу Русия. След сражението при Бородино (7 септември 1812) влиза в Москва, но е принуден да се изтегли от страната поради тежките зимни условия и контранастъплението на руската армия. Поражението му води до формирането на Шестата антифренска коалиция, спечелила победа при Лайпциг (1813) и достигнала до Париж (април 1814). Императорът е принуден да абдикира (6 април 1814) и е изпратен на остров Елба. На следващата година успява да се завърна във Франция и отново застава начело на държавата (Стоте дни на Наполеон I: 22 март – 22 юни 1815). Поражението при Ватерло (16 юни 1815) води до окончателното му отстраняване от властта. Заточен е под надзора на английското правителство на остров Света Елена в Атлантическия океан, където умира на 5 май 1821 г.

### Трите сестри на Наполеон I: Елиза, Полин, Каролин
Трите сестри на Наполеон I вземат активно участие в политическия и дворцовия живот на Първата френска империя. Най-голямата от тях, Елиза (1777 – 1820), се омъжва още по времето на Директорията за капитана от корсикански произход Феличе Бачоки (1762 – 1841). След завладяването на Италия тя получава от брака си първоначално титлата „принцеса на Лука“, след това „принцеса на Пиомбино“, а през 1809 г. е провъзгласена за велика херцогиня на Тоскана. По решение на Виенския конгрес губи всичките си владения и доживява дните си в Италия и Австрия под името „графиня ди Кампиняно“.
Втората сестра на Наполеон I, Полин (1780 – 1825) е омъжена първо за френския републикански генерал Шарл Льоклерк (1772 – 1802), служил под командването на брат ѝ, а след като овдовява, сключва брак с принц Камило Боргезе (1775 – 1832), представител на старата римска аристокрация. По време на империята носи титлата „херцогиня на Гуастала“. След абдикацията на Наполеон I се установява в наследствения дворец на съпруга си в Рим.
Каролин (1782 – 1839), най-малката от сестрите на императора, е съпруга на прочутия френски пълководец маршал Жоашен Мюра (1767 – 1815). Провъзгласена е за велика херцогиня на Берг, а през 1806 г. получава заедно със съпруга си короната на Неапол. След разстрела на маршал Мюра през 1815 г. живее в Италия под името „графиня ди Липома“.

### Жозеф Бонапарт
По-големият брат на Наполеон I, Жозеф Бонапарт (1768 – 1844), заема висши постове при Директорията, а по време на империята е коронован първоначално за крал на Неапол (1806 – 1808), а след това – на Испания (1808 – 1813). След реставрацията на Бурбоните във Франция заминава за САЩ. През 1832 г. се завръща в Европа и се установява във Флоренция под името „граф дьо Сюрвилия“. Негова съпруга е Жули Клари (1771 – 1845), дъщеря на марсилски търговец и сестра на бъдещата шведска кралица Дезире Клари. От този брак се раждат две дъщери: Зенаида, омъжена за своя братовчед зоолога Шарл Люсиен Бонапарт (1803 – 1857) и Шарлот, съпруга на Луи II Бонапарт, син на холандския крал Луи I Бонапарт.

### Люсиен Бонапарт
Третият син на Карло-Мария Бонапарт и Мария-Летиция Рамолино е Люсиен Бонапарт (1775 – 1840). Като председател на Съвета на петстотинте във Франция изиграва решаваща роля по време на преврата от 18 брюмер, довел брат му на власт. След установяването на империята не приема авторитарната политика на Наполеон I и отношенията им охладняват. Сближава се с папа Пий VII, който му дава имение в Италия и титлата „принц на Канино“. През 1810 г. решава да напусне Европа и заминава за САЩ, но е пленен от англичаните. Освободен е през 1814 г. Не приема повторното възкачване на брат си на трона по време на Стоте дни. До края на живота си живее в Италия, далеч от политиката. От първия си брак с Кристин Боайе (1773 – 1801) има две дъщери: Шарлот (1795 – 1865), омъжена за италианския принц Марио Габриели и Кристин (1798 – 1843), съпруга на шведския граф Арвид Посе, която след анулирането на брака си се омъжва за английския парламентарист, лорд Дъдли-Каутс Стюарт. Овдовял през 1801 г. Люсиен се жени повторно за Александрина дьо Блешан (1778 – 1855), вдовица на банкер. Този брак не е одобрен от Наполеон I и е една от причините за охладняването на отношенията между братята. От втория си брак Люсиен Бонапарт има десет деца сред които: принц Шарл Люсиен (1803 – 1857); Летиция (1804 – 1871), омъжена за английския благородник, сър Томас Уайс; Жана (1807 – 1829), съпруга на италианския маркиз Онорато Онорати; Пол (1809 – 1827); Луи Люсиен Бонапарт (1813 – 1891), френски сенатор по време на Втората империя; Пиер Наполеон Бонапарт (1815 – 1881); Антоан (1816 – 1877), женен за Каролина-Мария-Анна Кардинали; Александрина (1818 – 1874), съпруга на граф Винченцо Валенти ди Лавиано; Констанс (1823 – 1876), абатиса в Рим.
Най-големият син на Люсиен Бонапарт, Шарл Люсиен, продава бащиното си княжество Канино в Италия, но през 1853 г. получава от Наполеон III титлата „френски принц“. Той е учен орнитолог с европейска известност, избран за член на редица академии. По време на революциите от 1848 – 1849 г. е един от ръководителите на Римската република, след което се установява във Франция. От брака си със своята братовчедка Зенаида, дъщеря на Жозеф Бонапарт има дванадесет деца. От тях пълнолетие достигат: принц Жозеф-Люсиен (1824 – 1865), останал без брак; кардинал Люсиен-Луи (1828 – 1895); Жюли (1830 – 1900), маркиза Ди Рокаджоване, която поддържа литературен салон в Париж по време на Втората империя; Шарлот (1832 – 1901), графиня Примоли ди Фолиа; Мари-Дезире (1835 – 1890), графиня Кампело де ла Спина; Аугуста (1836 – 1900), омъжена за своя братовчед, принц Пласидо Габриели; Батилда (1840 – 1861), съпруга на граф Луи дьо Камбасерес; Наполеон-Шарл (1839 – 1899). Последният е френски офицер при Наполеон III, след което се установява в Италия и получава титлата „римски принц“. Негова съпруга е принцеса Мария-Кристина Русполи. По-голямата му дъщеря Мария-Леония (1870 – 1947) е омъжена за италианския генерал Енрико Готи, а по-малката, Евгения (1872 – 1949), сключва брак с Наполеон Ней, принц на Москва, правнук на прочутия Напелеонов маршал Мишел Ней.
От синовете на Люсиен Бонапарт потомство оставя и Пиер Наполеон Бонапарт. Бракът му с Жюстин-Елеонор Рюфен не е признат от Наполеон III и децата им нямат право на титлата „принц“. От този брак се раждат син и дъщеря. Ролан (1858 – 1924) се жени за Мария Блан и има дъщеря Мария (1882 – 1962), която става ученичка на Зигмунд Фройд и автор на редица трудове по психоанализа. Неин съпруг е принц Георгиос, син на гръцкия крал Георгиос I Глюксбург, адмирал в датския флот. Жана (1861 – 1910), дъщеря на Пиер Наполеон Бонапарт, се омъжва за корсиканеца Кристиан, маркиз Дьо Вилньов.

### Луи I Бонапарт
Четвъртият син на Карло-Мария Бонапарт е Луи Бонапарт (1778 – 1846). Още съвсем млад, той придружава прочутия си по-голям брат Наполеон I в походите му срещу Италия и Египет. През 1806 г. е коронован за срал на Холандия под името Луи I Бонапарт. Управлява разумно, но не спазва Континенталната блокада срещу Англия и е принуден да абдикира (1810). До смъртта си живее като частно лице под името „граф Дьо Сен-Льо“. Наполеон I го жени за Ортанс дьо Боарне, дъщеря на императрица Жозефин от първия ѝ съпруг, но бракът им не е щастлив и двамата се разделят. Има трима синове: Наполеон-Шарл Бонапарт (1802 – 1807); Наполеон Луи Бонапарт (1804 – 1831), женен за Шарлот, дъщеря на Жозеф Бонапарт, но няма наследници; Шарл-Луи-Наполеон Бонапарт (1808 – 1873), останал в историята като Наполеон III (1852 – 1870).
Бъдещият император още като млад участва в заговор срещу крал Луи-Филип д’Орлеан, осъден е на доживотен затвор, но през 1846 г. успява да избяга в Англия. По време на революцията от 1848 г. се завръща във Франция и е избран за президент на Втората република. На 2 декември 1851 г. извършва държавен преврат и точно след една година е коронован за император. Първоначално води абсолютистка политика, но след 1860 г. е принуден да либерализира своя режим. По негово време икономическият възход на Франция е забележителен. Активна е и външната му политика: изиграва решаваща роля за победата над Русия в Кримската война (1853 – 1856) и подпомага активно италианското национално обединение. През 1870 г. обявява война на Прусия, но претърпява катастрофално поражение при Седан и попада в ръцете на противника. Свален е от престола и във Франция е обявена Третата република (4 септември 1870). Умира в Англия. През 1853 г. Наполеон III се жени за испанската графиня Евгения де Монтихо. Императрицата играе значителна роля във френската политика, особено след като ражда единствения си син, принц Наполеон Йожен Луи Бонапарт (1856 – 1879). Престолонаследникът споделя изгнанието на родителите си след 1870 г. Назначен е за офицер в британската армия и загива в Южна Африка, убит от зулусите.

### Жером Бонапарт
Най-малкият от братята на Наполеон I е Жером Бонапарт (1784 – 1860). Първоначално той служи като морски офицер. През 1803 г. се жени в САЩ за Елизабет Патерсън, дъщеря на търговец от Балтимор. Под натиска на Наполеон І се разделя с нея и през 1807 г. сключва брак с принцеса Катерина, дъщеря на крал Фридрих I фон Вюртемберг. Същата година е обявен от брат си за крал на Вестфалия (1807 – 1813). След 1814 г. живее в двора на тъста си във Вюртемберг под името „принц Дьо Монфор“. През 1848 г. се завръща във Франция и допринася за утвърждаването на своя племенник Наполеон III като президент. От първия си брак има син, Жером Бонапарт-Патерсън (1805 – 1870), чиито права на принц фамилията не признава. Жером Бонапарт-Патерсън има двама синове, по-малкият от които Шарл Жозеф Бонапарт (1851 – 1921) е юрист и заема висши постове в Министерството на флота на САЩ. По-големият Жером Бонапарт-Патерсън (1830 – 1893), служи като офицер във френската армия по Втората империя и завършва живота си в САЩ. От брака си с американката Каролайн Ейпълтън има син Жером (1878 – 1945), който не оставя наследници и дъщеря Луиза (1873 – 1923), съпруга на датския граф Адам фон Молтке-Хунтфелт.
От брака си с Катерина Жером Бонапарт е баща на още три деца. Най-голям е принц Наполеон Жером Бонапарт (1822 – 1891). Известен с левите си убеждения, той е сенатор по време на Втората френска република. Въпреки това приема преврата, извършен от братовчед му Наполеон III и заема престижни държавни и военни постове във Втората империя. Женен е за Клотилда, дъщеря на бъдещия крал на Обединена Италия Виктор Емануил II Савойски. От този брак са родени: принц Наполеон-Виктор (1862 – 1926); принц Луи-Наполеон (1864 – 1932), генерал в руската армия, умрял неженен; принцеса Летиция-Наполеон (1866 – 1926), омъжена за своя вуйчо, принц Амедео I ди Савоя, херцог на Аоста и крал на Испания.
Антиклерикалните убеждения на принц Наполеон Жером Бонапарт са причина през 1879 г. бонапартистите да признаят за свой претендент първородния му син Наполеон-Виктор. През 1886 г. Наполеон-Виктор е експулсиран от републиканска Франция и се установява в Брюксел, където се жени за принцеса Клементина, дъщеря на белгийския крал Леополд II. Дъщеря им Клотилда (1912 – 1996) се омъжва за руския емигрант граф Сергей Вите. Синът на Наполеон-Виктор и Клементина, Луи-Наполеон (1914 – 1997) се жени за графиня Алис дьо Фореста, от която има четири деца: близнаците Шарл-Наполеон и Катерина-Наполеон (родени 1950), Лора-Наполеон (р. 1952) и Жером-Наполеон (р. 1957). Днешният глава на фамилията Шарл-Наполеон, сключва брак с Беатриче, дъщеря на херцог Фердинандо де Кастро (династията Бурбон-Сицилия), който е разтрогнат през 1989 г. Имат две деца: Каролина (р. 1980) и Жан (р. 1986).
Останалите две деца на вестфалския крал Жером Бонапарт са: принц Жером Бонапарт (1814 – 1847) и принцеса Матилда (1820 – 1904), чийто прочут салон се превръща в център на интелектуалния живот в Париж през втората половина на 19-ти век. Тя се омъжва за руския аристократ Анатолий Николаевич Демидов, княз Сан Донато, но впоследствие се разделя с него.
Императори на Франция
- 18.5.1804 – 6.4.1814; 22.3 – 22.6.1815: Наполеон I (15.8.1769 – 5.5.1821)
- 22.6 – 7.7.1815: Наполеон II (20.3.1811 – 22.7.1832), син на Наполеон I
- 2.12.1852 – 4.9.1870: Наполеон III (20.4.1808 – 9.1.1873), племенник на Наполеон I

Крале на Холандия
- 5.6.1806 – 1.7.1810: Луи I Бонапарт (2.9.1778 – 25.7.1846), брат на Наполеон I
- 1 – 13.7.1810: Луи II Бонапарт (11.10.1804 – 17.3.1831), син на предходния

Крале на Неапол-Сицилия
- 30.3.1806 – 6.6.1808: Жозеф Бонапарт (7.1.1768 – 28.7.1844), брат на Наполеон I

Крале на Вестфалия
- 8.7.1807 – 26.10.1813: Жером Бонапарт (15.11.1784 – 24.6.1860), брат на Наполеон I

Крале на Испания
- 6.6.1808 – 11.12.1813: Жозеф Бонапарт (7.1.1768 – 28.7.1844), брат на Наполеон I

Велики херцози на Парма
- 1808 – 1814: Елиза Бонапарт (3.1.1777 – 7.8.1820), сестра на Наполеон I